# The Sims FreePlay
Sims FreePlay là một trò chơi mô phỏng cuộc sống chiến lược được phát triển bởi EA Mobile và sau đó được phát triển bởi Firemonkeys Studios. Trò chơi này là phiên bản miễn phí của The Sims cho thiết bị di động; nó được phát hành cho iOS vào ngày 15 tháng 12 năm 2011, được phát hành cho Android vào ngày 15 tháng 2 năm 2012, được phát hành cho BlackBerry 10 vào ngày 31 tháng 7 năm 2013 và được phát hành cho Windows Phone 8 vào ngày 12 tháng 9 năm 2013. Trò chơi được phát hành cho Fire OS vào tháng 10 năm 2012.

## Trò chơi
Trong The Sims FreePlay, người chơi "xây dựng" và thiết kế nhà ở và tùy chỉnh và tạo (tối đa 34) người ảo được gọi là Sims. Người chơi có thể điều khiển Sim của mình để đáp ứng mong muốn của họ và cho phép họ hoàn thành các loại hành động khác nhau để có được Simoleons, Lifestyle Points và Social Points (bao gồm cả ba loại tiền tệ trong trò chơi). Trò chơi chạy trong thời gian thực và mất thời gian thực để hoàn thành các hành động. Tất cả các hành động phải được hướng dẫn bởi người chơi, không giống như trong phiên bản Windows, nơi Sims có một số mức độ tự chủ. Người chơi có thể tiến qua 55 cấp độ để mở khóa nội dung (như đồ nội thất cho nhà của Sims) có thể được mua bằng các loại tiền ảo được đề cập trước đó. Gia đình của Sims có thể có con với điều kiện là có một người lớn; có giới hạn về số lượng các cặp vợ chồng được phép do giới hạn đối với người dân trong thị trấn của người chơi. Tuy nhiên, nếu người chơi mua vật phẩm từ cửa hàng trực tuyến, họ sẽ trở thành VIP cho phép họ tăng số lượng Sim họ có thể có trong thị trấn của họ. Trong trò chơi, có những "nhiệm vụ" mà người chơi bắt buộc phải hoàn thành cũng như các nhiệm vụ tùy chọn ("nhiệm vụ khám phá") mà họ có thể chọn theo đuổi. Sims phải nướng một chiếc bánh theo tuổi cho đến khi hoàn thành một hạn ngạch nhất định của nhiệm vụ khám phá. Có bốn loại tiền tệ trong trò chơi:
- Simoleons - có được bằng cách hoàn thành các hành động (như nướng/nấu ăn hoặc làm vườn) hoặc gửi Sim của bạn đi làm. Có tối đa 100.000.000 Simoleons. Sau đó, bạn không còn có thể mua gói tiền mặt Simoleon bằng tiền thật.
- Điểm lối sống - có được bằng cách hoàn thành các bộ sưu tập và/hoặc nhiệm vụ sở thích.
- Điểm xã hội - đạt được bằng cách hoàn thành các nhiệm vụ xã hội (thưởng 1–2 điểm xã hội cho mỗi điểm).
- Simcash - kiếm được bằng tiền thật.

Trò chơi này có nhiều chi tiết hơn The Sims Mobile, nhưng các lựa chọn về Tùy chỉnh Sim có thể bị giới hạn (trừ khi được mua bằng tiền thật) và các hành động cần thời gian thực để hoàn thành. Những hành động này có thể mất đến 3 ngày.

## Cập nhật
Trò chơi được cập nhật thường xuyên với nội dung mới, và có nhiều sự kiện và cuộc thi được công bố tại trang Facebook chính thức của FreePlay. Cập nhật thường bao gồm các yếu tố từ các gói mở rộng khác nhau và các gói công cụ từ loạt chính.     
Kể từ tháng 4 năm 2017, Windows Phone không còn nhận được hỗ trợ cập nhật từ trò chơi.
Vào tháng 6 năm 2018, thai nghén và em bé đã được thêm vào trò chơi. Người ta nói rằng người hâm mộ đã yêu cầu tính năng này được thêm vào trò chơi kể từ khi FreePlay  ra mắt. Trước bản cập nhật này, Sims đã phải kết hôn với một lựa chọn được đưa ra để thêm em bé cho gia đình.
Vào ngày 15 tháng 10 năm 2018, nhiều người chơi thực tế tăng cường đã được thêm vào.
Vào tháng 7 năm 2019, chức năng tự động lưu đã có sẵn.